# Bitwa pod Jabłonówką
Bitwa pod Jabłonówką – wypad oddziałów polskiej 5 Dywizji Piechoty z oddziałami 133 Brygady Strzelców w czasie walk o przedmościa Buska w okresie wojny polsko-bolszewickiej.

## Sytuacja ogólna
Realizując w drugiej połowie sierpnia 1920 operację warszawską, wojska polskie powstrzymały armie Frontu Zachodniego Michaiła Tuchaczewskiego. 1 Armia gen. Franciszka Latinika zatrzymała sowieckie natarcie na przedmościu warszawskim, 5 Armia gen. Władysława Sikorskiego podjęła działania ofensywne nad Wkrą, a ostateczny cios sowieckim armiom zadał marszałek Józef Piłsudski, wyprowadzając uderzenie znad Wieprza. Zmieniło to radykalnie losy wojny. Od tego momentu Wojsko Polskie było w permanentnej ofensywie.
Po wielkiej bitwie nad Wisłą północny odcinek frontu polsko-sowieckiego zatrzymał się na zachód od linii Niemen – Szczara. Na froncie panował względny spokój, a obie strony reorganizowały swoje oddziały. Wojska Frontu Zachodniego odtworzyły ciągłą linię frontu już 27 sierpnia. Obsadziły one rubież Dąbrówka – Odelsk – Krynki – Grodno – Grodek – Kamieniec Litewski. Stąd Tuchaczewski zamierzał w przeprowadzić koncentryczne natarcie na Białystok i Brześć, by dalej ruszyć na Lublin. Uderzenie pomocnicze na południu miała wykonać między innymi 1 Armia Konna Siemiona Budionnego.
Reorganizując siły, Naczelne Dowództwo Wojska Polskiego zlikwidowało dowództwa frontów i rozformowało 1. i 5. Armię. Na froncie przeciwsowieckim rozwinięte zostały 2., 3., 4. i 6. Armie.
Gdy na północy rozgrywała się wielka bitwa nad Wisłą, na południu 3. i 6 Armia prowadziły w dalszym ciągu ciężkie walki w obronie Lwowa, nad Bugiem i Gniłą Lipą.
Po odrzuceniu spod Lwowa grupy Jakira dowodzący 6 A gen. Władysław Jędrzejewski skierował przeciw niej 5 i 6 Dywizję Piechoty. 5 DP uderzyła na Lipsk oraz na Busk i zdobyła miejscowości.
5 września oddziały 45 Dywizji Strzelców sforsowały Bug, okrążyły Busk i wdarły się do niego od zachodu.

## Walki pod Jabłonówką
5 września, podczas walk o przedmoście Buska, dowódca 5 Dywizji Piechoty gen. Władysław Jędrzejewski wydał rozkaz dokonania wypadu na Jabłonówkę. Uderzenie miało związać część sił nieprzyjaciela i osłabić jego nacisk na Busk.
Zadanie to miał przeprowadzić oddział wypadowy, w składzie 40 pułk piechoty i III batalion 39 pułku piechoty. Dowodził dowódca 40 pp ppłk Henryk Weiss.
Rankiem 6 września na Jabłonówkę uderzył I/40 pp kapitana Jana Wierzchonia.
Mimo oporu oddziałów 133 Brygady Strzelców, zdobył zarówno wieś, jak i folwark. W tym czasie II/40 pp zajął Pobużany, a III batalion powstrzymywał wszystkie kontrataki sowieckiej kawalerii. Po wykonaniu zadania pułk wycofał się do Buska.

## Bilans walk
Wypad na Jabłonówkę zakończył się sukcesem 40 pułku piechoty. Przeciwnik stracił kilkudziesięciu zabitych, zdobyto 5 ckm-ów i wzięto do niewoli 143 jeńców.
Sukces miał też duże znaczenie moralne dla 40 i 39 pp, w tym czasie mających w swoich szeregach prawie 80% nowo zaciągniętych żołnierzy.
Dzień 6 września stał się dniem święta 40 pułku piechoty Dzieci Lwowskich.